# Sandra Jessen
Sandra Jessen, född den 18 januari 1995 i Reykjavik, är en isländsk fotbollsspelare.

## Biografi
Sandra Jessen inledde sin seniorkarriär i Þór/KA år 2011. 2019 värvades hon av Fortuna Sittard innan hon år 2022 återvände till Þór/KA. Hon har även representerat det isländska damlandslaget där hon debuterade 2012.